# Очево
Очево — деревня в Дмитровском районе Московской области, в составе городского поселения Дмитров. Население — 18 чел. (2010). До 2006 года Очево входило в состав Орудьевского сельского округа. У деревни, в урочище Черногряжский погост, действует Введенская церковь 1842 года постройки.

## Расположение
Деревня расположена в северной части района, примерно в 9 км севернее Дмитрова, среди болот, из которых вытекает река Кухолка (правый приток Яхромы), высота центра над уровнем моря 155 м. Ближайшие населённые пункты — Жуковка на западе и Княжево на юго-западе.

## История
В 1686 году «пустошь Очево» была записана за сыновьями Д. Батюшкова — Иваном, Дмитрием, Архипом и Петром. В начале XVIII века в Очеве был только двор вотчинника, в котором жили несколько дворовых людей. В 1705 году оно принадлежало подьячему Земского приказа Герасиму Карпову, затем — Савва Парфеньевич Ярославцев.
Известно, что в 1798 году одной частью сельца, в которой было 8 крестьянских дворов и в них 64 человека «обоего пола», владели вдова коллежского секретаря Петра Маслёнкова — Пелагея Михайловна и её сыновья — Григорий и Дмитрий. После смерти Дмитрия Петровича Маслёнкова, в 1817 году эта часть перешла в собственность государства.
В другой, владельцем которой был коллежский советник Василий Васильевич Данилов, были только дворовые люди. Его брат — Михаил, написал здесь в 1771 году интересные записки о быте и нравах небогатого провинциального дворянства. Эта часть поместья в 1865 году была куплена тверским текстильным фабрикантом Николаем Ивановичем Каулиным и дмитровским купцом Ильёй Ионовичем Швецовым, а саму усадьбу приобрёл московский купец Александр Яковлевич Поляков.
В 1916-1917 годах рядом с Очево находился военный завод, на котором был построен первый русский колёсный танк.

## Население
| 2002 | 2006 | 2010 |
| ---- | ---- | ---- |
| 27   | ↘22  | ↘18  |